# Friedrich-Carl von Steinkeller
Friedrich-Carl von Steinkeller (* 28. März 1896 in Deutsch Krone; † 19. Oktober 1981 in Hannover) stammte aus einem alten mecklenburgisch-pommerschen Adelsgeschlecht und war ein deutscher Offizier, zuletzt Generalmajor im Zweiten Weltkrieg.

## Leben
Unter General Erwin Rommel war Steinkeller 1940 Kommandeur des Kradschützenbataillons 7 der 7. Panzerdivision. Im Jahre 1942 wurde ihm das Deutsche Kreuz in Gold verliehen. Zum Oberstleutnant befördert, wurde er 1942 Kommandeur des Schützenregiments 7 der 10. Panzerdivision. 1943 wurde ihm das Ritterkreuz des Eisernen Kreuzes verliehen. Von April 1944 an Kommandeur der Division Feldherrnhalle, wurde Steinkeller zwei Monate später zum Generalmajor befördert.

„Am Nachmittag des 26. Juni (sc. 1944, im Rahmen der Operation Bagration) erhielt Generalmajor von Steinkeller vom XII. AK (Generalleutnant Vinzenz Müller) folgenden Befehl:
'Truppe schlägt sich nach Westen durch! Divisionen sind entlassen!' Dieser Befehl löste an der gesamten Front der 4. Armee einen ungeheuren Wirrwarr aus. Von Steinkeller entschloß sich, die katastrophalen Folgen dieses Befehls erkennend, seine Division als Nachhut beiderseits der Straße Mogilew-Minsk abschnittsweise und kämpfend zurückzunehmen. Am Abend dieses 26. Juni traf von Steinkeller auch General Martinek und meldete diesem seinen Entschluß. So deckte nun die Panzergrenadier-Division "Feldherrnhalle" aus freiem Entschluß das Abfließen der auf der Straße nach Minsk zurückflutenden deutschen Restverbände. Dieses dramatische, opfervolle Ringen begann in dem Augenblick, als die Männer, die von der 9. Kompanie des GR 689 übriggeblieben waren, nach Süden preschten, um Bobruisk zu erreichen und sich darüber wunderten, daß die Russen noch nicht südlich an ihnen vorbeigestoßen waren. Daß dies nicht der Fall war, war dieser einen deutschen Division zu verdanken!“

Am 8. Juli 1944 kam er in sowjetische Gefangenschaft, aus welcher er elf Jahre später, am 9. Oktober 1955, nach Hannover zurückkehrte.
Steinkeller unterzeichnete den Aufruf der 17 Generäle und den Aufruf An Volk und Wehrmacht von 50 deutschen Generälen.